# Cancer Bats
Cancer Bats est un groupe de punk hardcore canadien, originaire de Toronto. Le groupe se compose actuellement du chanteur Liam Cormier, du guitariste Scott Middleton, du batteur Mike Peters et du bassiste Jaye R. Schwarzer. Cancer Bats est influencé par les sous-genres du heavy metal qu'ils mélangent à du punk hardcore et du punk rock, en plus d'utiliser des éléments de sludge metal, et de rock sudiste,.
Depuis sa formation, le groupe compte un total de 6 albums studio, et six EP. Cancer Bats est comparé à d'autres groupes des années 1990 comme Converge et Hatebreed.

## Biographie

### Débuts etBirthing the Giant(2004–2006)
Cancer Bats est fondé en mai 2004 par le chanteur Liam Cormier et le guitariste Scott Middleton, ancien membre du groupe de heavy metal torontois At the Mercy of Inspiration. Tous deux cherchaient à créer un projet mélangeant les morceaux préférés de groupes cole Refused, Black Flag, Led Zeppelin et Down, entre autres. La formation se complète avec l'arrivée d'Andrew McCracken à la basse, et de Joel Bath à la batterie. Le quatuor se met immédiatement à l'écriture et la composition de leur démo auto-produite qui paraîtra en janvier 2005.
Le groupe décide de se trouver un nom et hésite entre Cancer Bats et Pneumonia Hawk, des noms inspirés de mots désignant un animal et une maladie. Peu après, Mike Peters remplace Bath à la batterie, et le groupe participe à quelques soirées au sud de l'Ontario aux côtés de groupes comme Billy Talent, Every Time I Die, Nora, Alexisonfire, Haste the Day, It Dies Today, Bane, Comeback Kid, Buried Inside, Attack in Black, Misery Signals, This Is Hell, Rise Against, The Bronx et Gallows.
Le 2 juin 2006, le groupe est brièvement interviewé, et joue quelques chansons de leur album à venir, Birthing the Giant, sur la radio The Edge 102.1 (CFNY-FM), album qui paraîtra le 6 juin au Canada. L'album présente quelques morceaux de chant effectués par George Pettit du groupe Alexisonfire. Le 7 juin 2006, ils sont les invités de l'émission All Things Rock, une émission diffusée sur MTV Canada, dans laquelle leur premier vidéoclip est diffusé.

### Hail Destroyer(2007–2008)

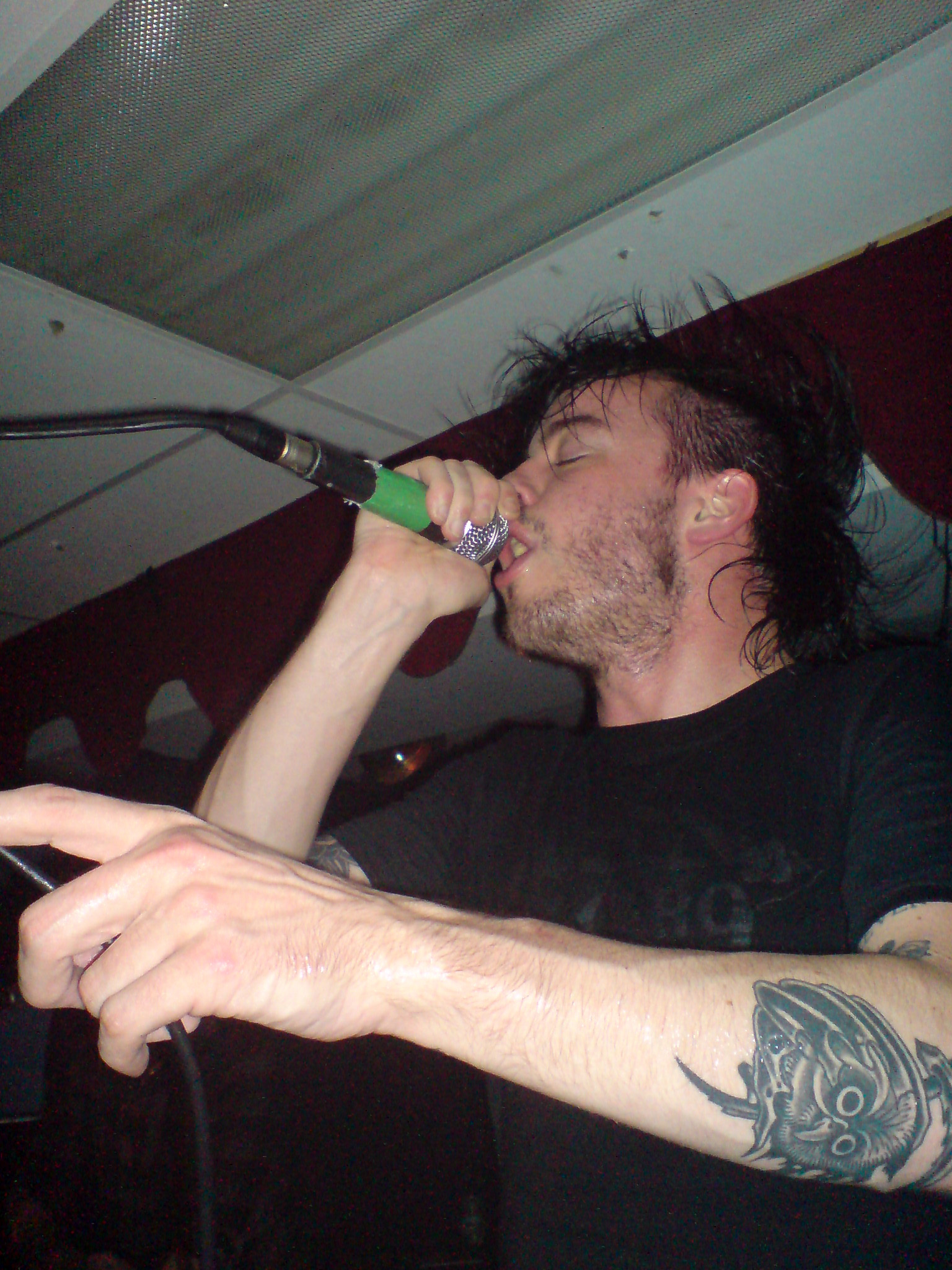
Cormier lors d'une soirée Cancer Bats à Barcelone, en Espagne, en juin 2008.

Le bassiste Andrew McCracken quitte le groupe pour mieux se concentrer sur sa société de design Doublenaut. Il est remplacé par Jason Bailey (ancien membre des groupes Figure Four et Shattered Realm) pendant la majeure partie de l'année 2007, puis est à son tour remplacé par Jaye R. Schwarzer, ancien membre des groupes Left Behind, Hope to Die, Minesweeper, Kover, et actuel membre de Reefer Cathedral.
Le groupe fait paraître son deuxième album studio, intitulé Hail Destroyer, le 22 avril 2008. L'album présente des morceaux de chant effectué par Wade MacNeil d'Alexisonfire et Black Lungs, Tim McIlrath de Rise Against et Ben Kowalewicz de Billy Talent. Ils font paraître l'album au Mod Club dans le centre-ville de Toronto. Le 17 mai 2008, Cancer Bats paraît en couverture du magazine Kerrang!, l'édition qui consacre à leur album Hail Destroyer une note de cinq étoiles (la plus haute possible). Cancer Bats est également nommé dans la catégorie « album de l'année » en 2008 chez Kerrang!.
Cancer Bats participe au Download Festival en 2007, au Groezrock également en 2007, et aux éditions de Reading and Leeds Festivals de 2007 et 2008. En été 2008, le groupe fait une brève tournée aux côtés de Bullet for My Valentine, Black Tide et Bleeding Through, lors de la tournée No Fear en Amérique du Nord. Également en 2008, ils jouent aux côtés de Funeral for a Friend pendant leur tournée britannique et européenne.

### Bears, Mayors, Scraps and Bones(2009–2011)
En mars 2009, le groupe participe à la tournée annuelle Taste of Chaos aux côtés de Thursday, Four Year Strong, Pierce the Veil et Bring Me the Horizon, tout en gardant leur blog à jour. À cette période, Cancer Bats apparaît dans le vidéoclip du titre Chelsea Smile du groupe Bring Me the Horizon. Aussi, en mars, Liam Cormier participe au chant dans le quatrième album studio du groupe Silverstein intitulé A Shipwreck in the Sand pour la chanson Vices.
Cancer Bats revient au Royaume-Uni en 2009, à la suite de l'annulation des prestations du groupe In Flames en avril 2009. Le groupe participe également à l'album Grey Britain du groupe Gallows le 2 mai. Le 1er août, Cancer Bats joue un extrait de leurs chansons au Sonisphere et au Hevy Music Festival. Également en 2009, Cancer Bats apparaît dans un épisode de la série City Sonic. En octobre et en novembre, le groupe participe à la tournée européenne de Billy Talent. Durant la tournée, ils joeunt de nouvelles chansons extraites de leur troisième album, dont Darkness et Scared to Death.
En janvier et février 2010, le groupe participe à une tournée d'Anti-Flag. Plus tard, il participe à une tournée avec Billy Talent, Alexisonfire et Against Me! à travers le Canada en mars. Cancer Bats fait paraître son troisième album Bears, Mayors, Scraps & Bones le 12 avril 2010 au Royaume-Uni. En mars, le groupe décrit une par une ses chansons au Rock Sound. Un vidéoclip a été tournée pour leur reprise du titre Sabotage des Beastie Boys, qui est apparue dans leur troisième album.
Fin 2011, Cancer Bats participe à une tournée canadienne de Black Sabbath sous le pseudonyme de « Bat Sabbath ». Après leurs performances au Sonisphere, ils participent à 12 dates de tournée canadiennes en décembre 2011,.

### Dead Set on Living(2012–2014)

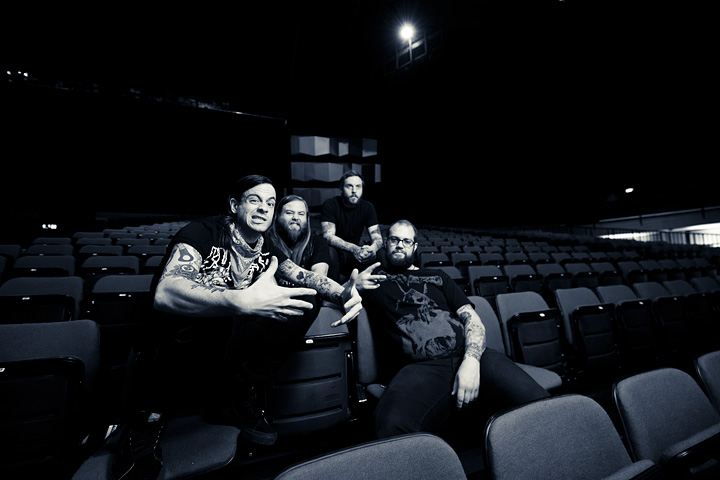
Cancer Bats, à Vienne, en Autriche.

Le groupe annonce un quatrième album, Dead Set on Living, qui paraîtra le 16 avril 2012. Le 24 janvier 2012, Distort Entertainment fait paraître la vidéo du single Old Blood. Le 7 mars 2012, Cancer Bats fait paraître un second vidéoclip promotionnel tiré de leur album pour le titre Road Sick.

### Searching for Zero(depuis 2015)
Le cinquième album studio de Cancer Bats, Searching for Zero, est publié le 10 mars 2015. Le groupe publiera le single Arsenic, extrait de l'album sur YouTube.

## Membres

### Membres actuels
- Liam Cormier – chant (depuis 2004)
- Scott Middleton – guitare, chœurs (depuis 2004)
- Mike Peters – batterie, percussions (depuis 2005)
- Jaye R. Schwarzer – guitare basse, chant (depuis 2007)

### Anciens membres
- Jason Bailey – guitare basse (2006–2007)
- Andrew McCracken – guitare basse (2004–2006)
- Joel Bath – batterie, percussions (2004–2005)

## Distinctions
En 2009, le groupe est nommé pour un Juno Award dans la catégorie « nouveau meilleur groupe de l'année » avec The Stills (qui a été récompensé), Beast, Crystal Castles, et Plants and Animals. Cancer Bats est également nommé « album rock de l'année » aux Juno Awards en 2011.

## Discographie
- 2006 : Birthing the Giant
- 2008 : Hail Destroyer
- 2010 : Bears, Mayors, Scraps and Bones
- 2012 : Dead Set on Living
- 2015 : Searching for Zero
- 2018 : The Spark that Moves